# 怜子のおまかせ歌謡曲
怜子のおまかせ歌謡曲（れいこのおまかせかようきょく）は宮崎放送で放送していたラジオ番組。2007年9月30日に終了。放送時間は日曜日22:00 - 22:30。

## パーソナリティ
- 清水怜子

## コーナー
- リクエスト
- 歌の祝い善のコーナー

| スタブアイコン | サブスタブ | この項目は、まだ閲覧者の調べものの参照としては役立たない、ラジオ番組に関連した書きかけの項目です。この項目を加筆・訂正などしてくださる協力者を求めています（P:ラジオ/PJ:放送番組）。 |